# 东州 (辽朝)
东州，辽朝时设置州。
辽国初年以渤海人降户设置东州，《辽史·圣宗纪》：太平六年（1026年），以参知政事吴叔达责授将作少监，出為东州刺史。《契丹国志》也有东州，为辽国刺史州之一，东州不辖县，治所不详，辽朝末年东州已经被废除。